# Mina Tomkiewicz
Mina Tomkiewicz (ur. 18 września 1917 w Warszawie, zm. 6 października 1975 w Richmond) – polska pisarka i publicystka, dwukrotnie ocalała – z warszawskiego getta i z obozu w Bergen-Belsen.
Tuż przed wybuchem II wojny światowej ukończyła prawo na Uniwersytecie Warszawskim. Prawie cała jej rodzina zginęła podczas powstania w getcie warszawskim. W 1943, przez Hotel Polski, wraz z czteroletnim synem trafiła do obozu koncentracyjnego w Bergen-Belsen. W 1945, po wyzwoleniu obozu przez wojsko brytyjskie, wyemigrowała do Palestyny. Od 1964 mieszkała na stałe w Londynie. Publikowała m.in. w londyńskich „Wiadomościach”. Jej książki tłumaczono na hebrajski i angielski.

## Twórczość
- Bomby i myszy. Powieść mieszczańska, Londyn 1966.
- Tam się też żyło, Londyn 1984.